# Costera
Costera (en euskera Opellora y oficialmente Costera/Opellora) es un concejo del municipio de Ayala, en la provincia de Álava.

## Historia
Hacia mediados del siglo XIX, el lugar, ya por entonces perteneciente a Ayala, tenía contabilizada una población de 46 habitantes. Aparece descrito en el séptimo volumen del Diccionario geográfico-estadístico-histórico de España y sus posesiones de Ultramar de Pascual Madoz con las siguientes palabras:

COSTERA: l. en la prov. de Alava (Vitoria 9 leg.), part. jud. de Amurrio (3), aud. terr. de Burgos (22), c. g. de las provincias Vascongadas, dióc. de Santander (20), vicaria y arciprestazgo de Tudela, herm. y ayunt. de Ayala (á Respaldiza 2 1/4): sit. cerca del r. Llanteno, en una ladera y caida del monte que baja de Sojo, en mala localidad, pero en buena disposicion, por las vistas que tiene al camino real que pasa por frente la vente de Ibaizabal con direccion á Menagaray; su clima templado y saludable, reinando generalmente los vientos E., S. y N. que causan algunos constipados, principalmente en la primavera. Tiene 9 casas, escuela concurrida por ocho niños y dotada con media fanega de trigo por cada uno; igl. parr. (San Miguel Arcangel) servida por un cura de provision del diocesano; seis fuentes de aguas calizas y saludables; una ermita (San Valentin) en una altura y camino que conduce del barrio de Chabarri al de Ibaizabal. Confina el térm. que se estiende 1/2 leg. escasa, por E. con Menagaray; S. Retes de Llanteno; O. Arciniega, y por N. con Llanteno, incluyendo en su jurisd. los barrios de Ibaizabal, Chabarri, Norzagaray y Mendico, todos dispersos. El terreno aunque algo montuoso, es de escelente calidad y produce abundantes cosechas, cuando el verano es lluvioso. Los caminos son locales y en fatal estado por los grandes lodazales que causan las copiosas lluvias. El correo se recibe de la estafeta de Arciniega por baligero los martes, jueves y sábados, y sale los miércoles, viernes y domingos. prod.: trigo, maiz, alubias, guisantes, avena y patatas; cria de ganado vacuno, asnal y caballar; caza de liebres, perdices, zorros, garduñas y corzos, y poca pesca de anguila. pobl.: 9 vec., 46 alm. contr.: con su ayunt. (V.) Es uno de los pueblos segregados del arz. de Burgos.
(Madoz, 1847, pp. 146-147)

En 2022, tenía empadronados treinta habitantes.

## Demografía
| Gráfica de evolución demográfica de Costera entre 2000 y 2017 |
|                                                               |
| Población de derecho según los censos de población del INE.   |

## Patrimonio
Hay en el concejo una iglesia de San Miguel Arcángel.